# Repton (Alabama)
Repton – miasto w Stanach Zjednoczonych, w stanie Alabama, w hrabstwie Conecuh. W roku 2023 miasto zamieszkiwało 229 osób, a gęstość zaludnienia wynosiła 91,6 osoby/km².